# Ciężkie czasy (album)
Ciężkie czasy – debiutancki album polskiego sound systemu EastWest Rockers. Premiera miała miejsce 18 grudnia 2006 roku. Płyta została wydana przez wytwórnię muzyczną Karrot Kommando. Na płycie gościnnie wystąpili Rastuch, Miód, Junior Stress, DJ Feel-X, Ill Inspecta oraz Blakk Iggla.

## Lista utworów
1. Ciężkie czasy // Ras Luta, Grizzlee, Cheeba
2. Proste słowa // Ras Luta, Grizzlee
3. Rockers anthem // Ras Luta, Grizzlee, Cheeba feat. Rastuch, YT
4. Dokąd tak biegniesz // Ras Luta, Grizzlee, Cheeba
5. Energia // Grizzlee, Cheeba feat. Ill Inspecta
6. Transparenty // Grizzlee feat. Miód
7. Sufferers voice // Ras Luta, Grizzlee, Cheeba
8. H.I.M // Ras Luta
9. Irie irie irie // Grizzlee, Cheeba feat. DJ FEEL-X
10. Więcej ognia! // Ras Luta, Grizzlee, Cheeba feat. Junior Strees
11. One // Ras Luta, Grizzlee, Cheeba
12. Kochaj swoje życie // Ras Luta, Grizzlee, Cheeba
13. Dotknąć Cię // Ras Luta, Grizzlee
14. Bless ya // Grizzlee, Cheeba feat. Blakk Iggla